# Evan Klamer
Evan Martin Klamer, född den 15 januari 1923 i Köpenhamn, död den 28 april 1978 i Lundtofte (Lyngby-Taarbæk), var en dansk bancyklist som deltog i 2000 m tandem vid OS i London 1948 tillsammans med Hans Edmund Andresen (förlust i kvartsfinal mot Frankrike). Under karriären vann han tre sexdagarslopp med Kay Werner Nielsen (Århus 1954/1955, Köpenhamn 1955/1956 och Frankfurt 1956/1957). Därutöver tog de tillsammans en bronsmedalj i madison vid europamästerskapen i bancykling 1956/1957.